# 동계어
언어학에서 동계어 (同系語, cognates 라틴어: cognatus co-+gnatus, 예) nasci '태어나다')는 어느 한 단어가, 다른 한개의 언어와 일치하는 기원이 있는 단어로서, 이는 이 단어가 다른 언어의 단어들과 함께 (아마도 공통조상어의) 원래의 어느 단어에서 변화되었음을 의미한다. 예를 들자면, 영어 단어 night(밤)는 다른 언어에 있는 단어들(예) 프랑스어 nuit, 독일어 Nacht, 산스크리트어의 nakti-)과 같은 어원을 가진다, 일상적으로 사용할 때는, 단순히 단어간의 동의어 관계를 가지고 있다는 의미로 사용된다.
동계어는 굳이 같은 의미를 가질 필요는 없다. dish (접시, 영어)나 Tisch (탁자, 독일어), starve(굶주리다, 영어)나 sterben(죽다, 독일어), head (머리, 영어)나 chef (우두머리/머리, 프랑스어)의 경우는, 동계어라는 용어가 의미 분화가 일어나 결국 전혀 다른 단어가 된 경우에도 적용할 수 있음을 보여준다.
게다가 다른 의미를 지니고 있는, 언어적인 변화를 거친 동계어는 아예 발음상으로도 닮아 있지 않을 수 있다. cow (소)와 beef(소고기)는 둘다 똑같은 인도-유럽어족적인 루트 *gʷou- 를 가지고 있다. 이 경우, cow의 경우에는 독일어족을 통해 발달되었지만, beef의 경우에는 이탈리아어파와 로망스어군을 거쳐 영어에 편입되었다.
또한, 동계어는 다른 언어에서 가져온 외래어에도 적용될 수 있다. 따라서 영어의 To pay (돈을 내다)와 프랑스어의 payer가 유사한 것은 영어가 프랑스와 같이 갈리아-로망스어에서 분화된 노르웨이어의 단어에서 이를 빌려 온 데에서 기인한다.

## 언어들 간의 동계어
인도-유럽어족에서의 좋은 동계어의 경우는 '밤'이다. 예를 들어, night (영어), nuit(프랑스어), Nacht(독일어), Nacht (네덜란드어), nicht(스코트어), nat(덴마크어), noc(체코어/폴란드어), noch(러시아어), nich (우크라이나어), noć (세르비아어), nox(라틴어), nakti- (산스크리트어), natë (알바니아어), noche(스페인어), nos(웨일스어), noite (포르투갈어), notte (이탈리아어), nit (카탈루냐어), noapte (루마니아어), nótt (아이슬란드어), naktis (리투아니아어)는 모두 밤을 의미하고, 모두 인도유럽조어인 *nekwt-에서 유래했다.
또다른 좋은 예는 '별'이다. star (영어), str (산스크리트어), aster(그리스어), astre나 étoile (프랑스어), star(신할라어), stella (라틴어, 이탈리아어), stea (루마니아어/베네티아어), stairno(고트어), Stern (독일어), ster (네덜란드어와 아프리칸스어), starn (스코트어), stjerne (노르웨이어), stjarna (아이슬란드어), setare (페르시아어), seren(웨일스어), steren(콘월어), estel (카탈루냐어), estrella (스페인어), estrela (포르투갈어), 그리고 estêre(쿠르드어) 모두는, 인도유럽조어 *ster- (별)에서 변화되었다.
히브리어의 shalom(샬롬)과 아랍어의 salaam (둘다 뜻은 '평화')도 같은 의미의 계보에서 분리되어 있는 동계어이다.

## 동일한 언어 내의 동계어
동계어는 동일한 언어내에서도 존재할 수 있다, 예를 들어 영어 단어 ward(막다,보호하다)와 guard(보호하다) (<인도유럽조어 *wer-, '-를 인지하다, 보호하다')나, shirt (셔츠)와 skirt (스커트)(<인도유럽조어 *sker-, '자르다')의 경우를 들 수 있다. 이러한 동계어는 몇몇 경우에 하나는 영어와 밀접하게 관련된 어원을 가지기도 하는데, 이들 중 하나는 영어 본래에 있던 것인 반면 다른 하나는 바이킹족이 영국을 정복했을 때 (사실상 고대 영어와 거의 서로 알아볼 수 있었던) 고대 노르드어에서 차용한 것인 경우도 있다. 때로는 두 동계어가 다른 언어(보통, 같은 언어이나 시대가 다른)에서 오는 경우도 있다. 그 예로, chief(대장,추장)이라는 단어는 중세 프랑스어 chef에서 왔고, 이 단어의 현대 발음([치프])은 그 당시의 중세 프랑스어의 자음 발음을 보전하고 있다. 단어 chef(요리사,[셰프])는 몇세기 후의 프랑스에서 온 것이고, 그 때에는 ch의 발음이 sh-로 바뀌어 있었다. 이러한 단어들을 어원적 쌍둥이라고 한다.

동계어는 위의 예들의 경우에서 보다 덜 불분명하게 파악될 수 있으며, 이 분야의 전문가들도 여러 증빙 자료를 해석하는 데 있어서 견해 차이를 낳기도 한다. 영어 단어 milk(젖, 우유)는 분명히 독일어의 Milch나 러시아어 moloko의 동계어이다. (<인구어 *melg-, '젖을 짜다') 반면에, 동일한 의미의 프랑스어 단어 lait와 스페인어 leche의 경우에는, 덜 분명하지만, 그리스어 galaktos(gala, '젖, 우유'의 속격)의 동계어이다 (<인구어 *g(a)lag-, galakt-).

## 가짜동족어
가짜동족어는 어떠한 단어들이, 일반적으로 동일한 기원을 가지고 관련되어 있는 것으로 생각되나, 실제로 언어학의 조사에 의해 관련이 없는 것으로 판단되는 단어들이다. 따라서 예로, 표면적인 유사성에 기초해서, 누군가가 라틴어의 habare와 독일어의 haben (둘다 '가지다'의 의미)을 동계어로 가정할 수 있다. 그러나, 단어의 인도유럽조어의 어원을 이해하면, 이 둘은 동계어가 될 수 없다는 사실을 알게 된다 (예로 그림의 법칙을 참조하라.) 실제로 독일어 haben(영어의 have와 비슷하다)은 인구어 *kap에서 변화된 것으로서, '잡다'의 뜻을 가지고 있으며, 이 단어에 맞는 실제 동계어는 capere, '보다, 쥐다, 잡다(to seize, grasp, capture)'이다. 반면, 라틴어 단어 habare는 인구어 *ghabh, '주다, 받다'에서 나온 것이고, 결론적으로, 영어 단어 give와 독일어 geben의 동계어이다.
비슷한 두 사람이 실제 유전학적으로 닮았다는 것을 결정하지 못하듯이, 언어 간에 있는 단어가 비슷하다는 사실은 그 단어가 서로 연관이 되어 있다는 것을 충분히 증빙하지 못한다. 또한, 수백, 수천년동안 언어가 사용되는 동안, 단어들의 발음은 완전히 바뀔수 있다. 따라서 예로, 영어의 five와 산스크리트 pança는 동계어이지만, 영어 단어 over(-를 넘어)와 히브리어 a'var, 또한 영어 dog(개)와 므바바람어의 dog는 동계어가 아니다.
흔히 동계어로 취급되는 것에 대해서는 가짜동족어를 참고하는 것이 좋다.

## 같이 보기
- 동계목적어
- 역사 비교언어학
- 연어
- 가짜동족어
- 동족어, 동원어